# 克林山
74°59′S 157°54′E / 74.983°S 157.900°E
克林山（英語：Mount Kring）是南極洲的山峰，位於奧次地，處於伍德山西南面24公里的大衛冰川上游地區，在1962年11月6日由美國研究隊定位，該山峰現時由南極條約體系管理。